# Oïdium du pêcher

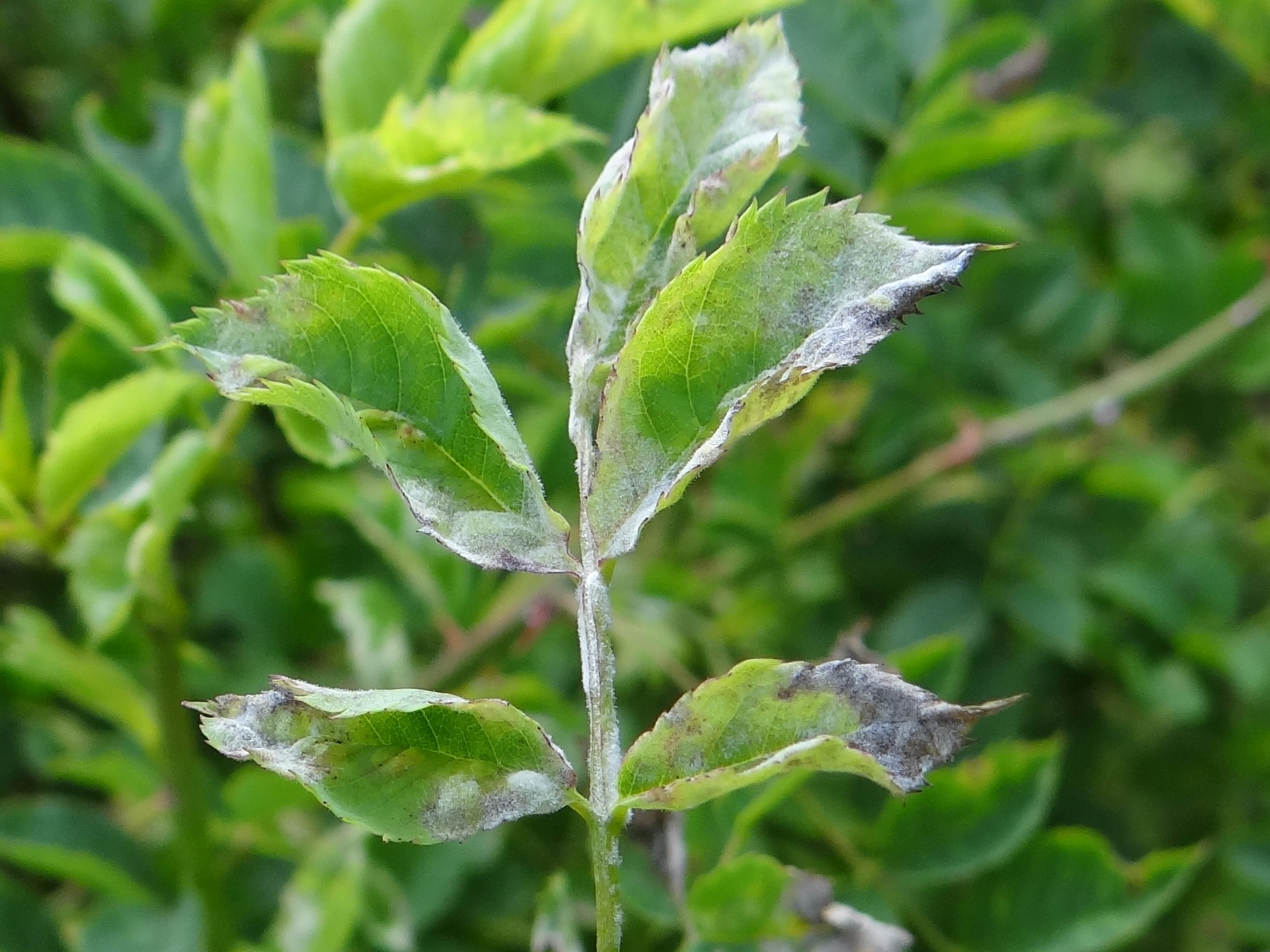
Podosphaera pannosa sur une rosa canina.

L'oïdium du pêcher, ou « blanc du pêcher » est une maladie fongique causée par des champignons ascomycètes de la famille des Erysiphaceae, Podosphaera pannosa et Podosphaera clandestina.
Cette maladie affecte les pêchers  (Prunus persica) et d'autres genres de Rosaceae (Prunus, Rosa).

## Symptômes
Chez les pêchers et nectariniers, la maladie peut affecter les feuilles, les jeunes pousses et les fruits.
Les feuilles infectées se couvrent d'un mycélium blanc, qui peut entraîner l'enroulement du limbe. 
Les fruits peuvent être touchés dès le début de leur développement jusqu'après la récolte. L'infection se manifeste d'abord par de petites taches circulaires blanches qui se développent en colonies épaisses, feutrées, qui progressivement s'agrandissent et fusionnent jusqu'à couvrir la totalité du fruit.